# Porto Cervo
 (janvier 2018).
Si vous disposez d'ouvrages ou d'articles de référence ou si vous connaissez des sites web de qualité traitant du thème abordé ici, merci de compléter l'article en donnant les références utiles à sa vérifiabilité et en les liant à la section « Notes et références ».
Pour les articles homonymes, voir Cervo.
Ne doit pas être confondu avec Porto Covo.
Porto Cervo est un village-marina touristique méditerranéen, hameau de la commune d'Arzachena de la province de Sassari en Sardaigne en Italie. Porto Cervo est une sorte de Saint-Tropez Italien.

## Historique
Le village se situe au centre de la Costa Smeralda (la côte d'émeraude en italien) au nord de la Sardaigne. 
Le village a été entièrement pensé et dessiné dans les années 1960 par le célèbre architecte designer italien Luigi Vietti à partir d'esquisses de Jacques Couëlle, pour les besoins de l'important programme de promotion immobilière touristique du prince milliardaire Karim Aga Khan IV. Plusieurs programmes de promotion ont également été conçus par l'architecte français François Spoerry.
Le village de charme se trouve au centre de la marina avec des villas, appartements, restaurants, boutiques, commerces etc 
La marina est capable d'accueillir de grands yachts de luxe.